# Dendrocincla
Dendrocincla – rodzaj ptaków z podrodziny kowali (Sittasominae) w rodzinie tęgosterowatych (Dendrocolaptidae).

## Zasięg występowania
Rodzaj obejmuje gatunki występujące w Ameryce.

## Morfologia
Długość ciała 16–26 cm; masa ciała 25–64 g.

## Systematyka

### Etymologia
Dendrocincla: gr. δενδρον dendron „drzewo”; łac. cinclus „drozd”, od gr. κιγκλος kinklos „niezidentyfikowany ptak”.

### Podział systematyczny
Do rodzaju należą następujące gatunki:
- Dendrocincla tyrannina (Lafresnaye, 1851) – łaźczyk duży
- Dendrocincla merula (M.H.C. Lichtenstein, 1820) – łaźczyk białogardły
- Dendrocincla homochroa (P.L. Sclater, 1860) – łaźczyk rdzawy
- Dendrocincla turdina (M.H.C. Lichtenstein, 1820) – łaźczyk drozdowaty
- Dendrocincla anabatina P.L. Sclater, 1859 – łaźczyk śniady
- Dendrocincla fuliginosa (Vieillot, 1818) – łaźczyk brązowy